# الطاقة الشمسية في إسبانيا

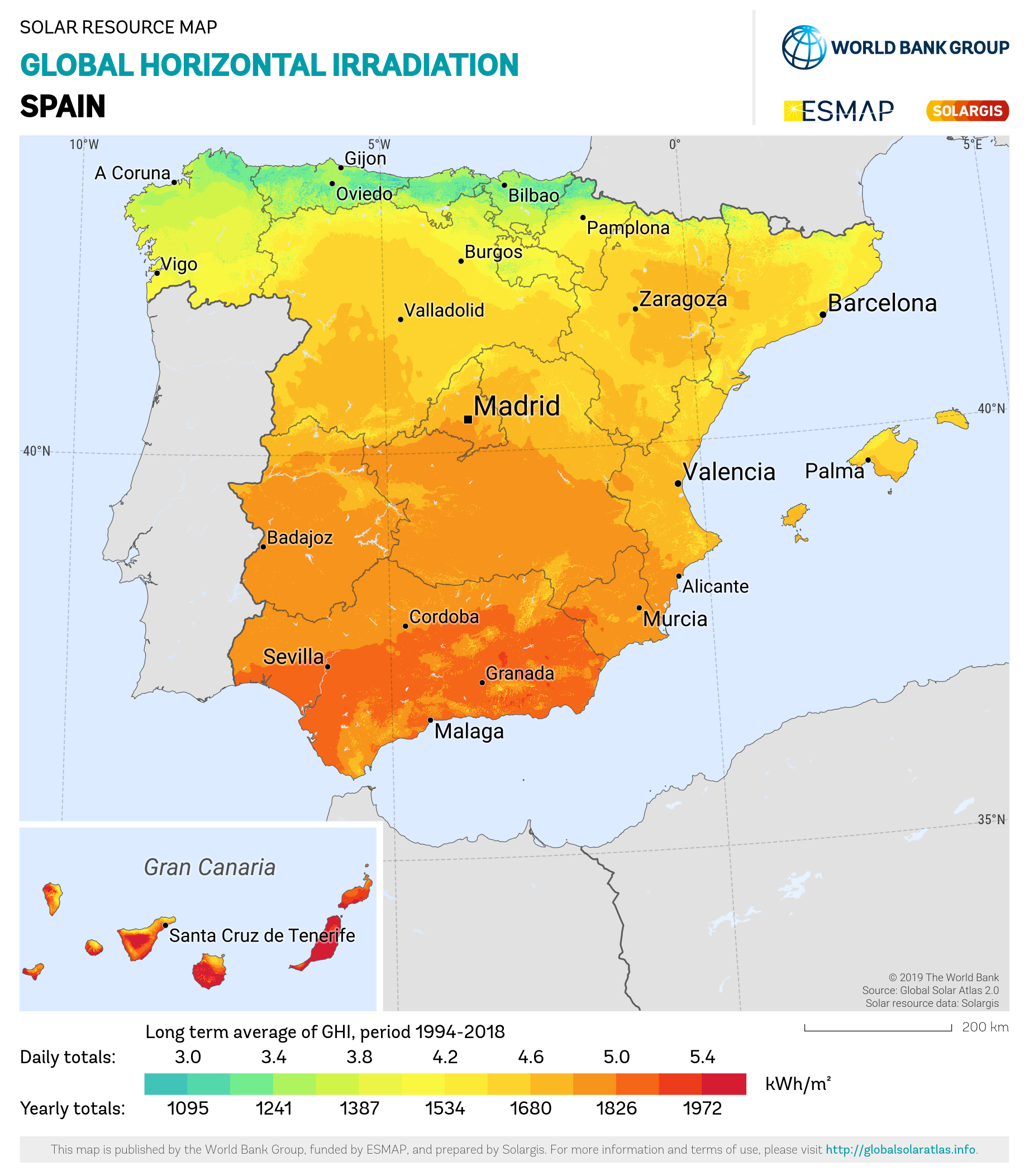
إمكانات إسبانيا الشمسية

تُعد الطاقة الشمسية في إسبانيا (بالإنجليزية: Solar power in Spain)‏ من أوائل من استخدم الخلايا الكهروضوئية على نطاق واسع، كما أنها رائدة عالميًا في إنتاج الطاقة الشمسية المركزة (CSP). عام 2018، بلغ إجمالي الطاقة الشمسية المركبة 7,011 ميجاوات، منها 4,707 ميجاوات تم تركيبها على أنظمة الطاقة الشمسية الكهروضوئية و 2،300 ميجاواط كانت عبارة عن طاقة شمسية مركزة.
عام 2016، تم إنتاج ما يقرب من 8 تيراواط ساعة من الطاقة الكهربائية من الخلايا الكهروضوئية، و5 تيراواط/ ساعة من محطات الطاقة الشمسية المركزة. وطوال عام 2016، شكلت الخلايا الكهروضوئية 3٪ من إجمالي توليد الكهرباء، و1.9٪ إضافية من الطاقة الشمسية الحرارية. إسبانيا هي إحدى الدول الأوروبية التي تسطع فيها أشعة الشمس أكثر من غيرها.

## البدايات
كان للبلاد في البداية دور رائد في تطوير الطاقة الشمسية. إذ تم تقديم أسعار سخية للطاقة الشمسية المتصلة بالشبكة لتشجيع الصناعة. وكانت الطفرة في منشآت الطاقة الشمسية أسرع مما كان متوقعًا ولم يتم خفض أسعار الطاقة الشمسية المتصلة بالشبكة لتعكس ذلك، مما أدى إلى طفرة سريعة ولكن غير مستدامة في المنشآت. لتجد إسبانيا نفسها في المرتبة الثانية بعد ألمانيا في العالم من حيث القدرة المركبة للطاقة الشمسية.
في أعقاب الأزمة المالية لعام 2008، خفضت الحكومة الإسبانية بشكل كبير دعمها للطاقة الشمسية ووقفت الزيادات المستقبلية في السعة عند 500 ميغاواط في السنة، مع تأثيرات على الصناعة في جميع أنحاء العالم. بين عامي 2012 و 2016، تباطأت المنشآت الجديدة في إسبانيا بينما تسارع النمو في دول رائدة أخرى تاركة إسبانيا تفقد الكثير من مكانتها الرائدة عالميًا لدول مثل ألمانيا والصين واليابان. وبدأت الحكومة الجديدة في إلغاء "ضريبة الشمس" المثيرة للجدل واللوائح المخيفة المحيطة بالاستهلاك الذاتي للطاقة الشمسية والتي تم إدخالها في عام 2015.
كإرث من تطوير إسبانيا السابق للطاقة الشمسية، لا تزال البلاد رائدة على مستوى العالم في الطاقة الشمسية المركزة، حيث تمثل ما يقرب من ثلث الطاقة الشمسية المركبة في البلاد، وهي نسبة أعلى بكثير من مثيلتها في البلدان الأخرى اعتبارًا من عام 2017. ولا تزال العديد من محطات الطاقة الشمسية المركزة الكبيرة نشطة في إسبانيا وربما قدمت بعض الزخم للتطورات الكبيرة للطاقة الشمسية المركزة في المغرب المجاور.
في عام 2017 ، عقدت إسبانيا مزادات كبيرة للطاقة المتجددة التي سيتم بناؤها بحلول عام 2020: فاز كل من مشاريع الطاقة الكهروضوئية وطاقة الرياح بـ 4 جيجاوات.
من المرجح أن يشهد عام 2020 بداية ولادة جديدة للصناعة في أعقاب برنامج إسبانيا الوطني للطاقة والمناخ (Plan Nacional Integrado de Energía y Clima - PNIEC). يمكن إضافة ما يصل إلى 5 جيجاوات من السعة المركبة الجديدة CSP.

## القدرة المركبة
نمت القدرة المركبة بسرعة حتى عام 2013. منذ عام 2013، كان النمو ضئيلًا في إسبانيا، وقد تخلفت البلاد عن العديد من البلدان الأوروبية الأخرى في تطوير القدرات، على الرغم من احتفاظها بمكانتها الرائدة في نشر الطاقة الحرارية الشمسية.
|                                                                    | 2006 | 2007 | 2008  | 2009  | 2010 | 2011 | 2012 | 2013 | 2014 | 2015 | 2016  | 2017 | 2018 | 2019   | 2020  | 2021  | 2022  |
| ------------------------------------------------------------------ | ---- | ---- | ----- | ----- | ---- | ---- | ---- | ---- | ---- | ---- | ----- | ---- | ---- | ------ | ----- | ----- | ----- |
| الطاقة الشمسية الكهروضوئية *                                       | 125  | 637  | 3355  | 3399  | 3840 | 4261 | 4561 | 4639 | 4646 | 4656 | 4669  | 4688 | 4707 | 8711   | 11669 | 15286 | 18164 |
| الطاقة الشمسية الحرارية                                            | 11   | 11   | 61    | 232   | 532  | 999  | 1950 | 2304 | 2304 | 2304 | 2304  | 2304 | 2304 | 2304   |       |       |       |
| مجموع                                                              | 136  | 648  | 3،416 | 3،631 | 4372 | 5260 | 6511 | 6943 | 6950 | 6960 | 6.973 | 6992 | 7011 | 11،015 |       |       |       |
| * تشمل أرقام الطاقة الشمسية الكهروضوئية السعة المتصلة بالشبكة فقط. |      |      |       |       |      |      |      |      |      |      |       |      |      |        |       |       |       |

## الجدول الزمني للتطورات

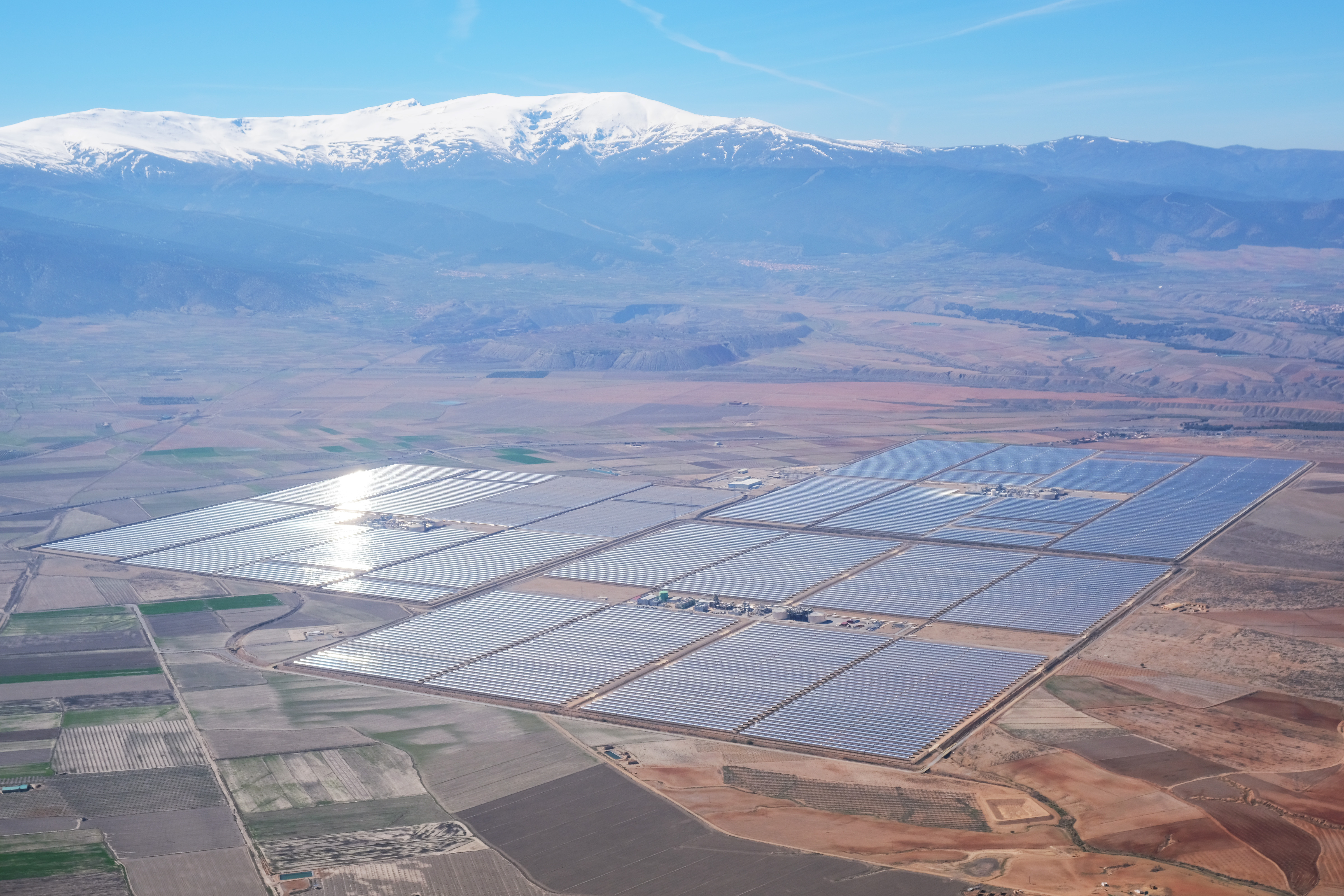
محطة الطاقة الشمسية Andasol بقدرة 150 ميجاوات هي محطة طاقة حرارية شمسية مكافئة تجارية تقع في إسبانيا. يستخدم مصنع Andasol خزانات من الملح المصهور لتخزين الطاقة الشمسية بحيث يمكنه الاستمرار في توليد الكهرباء حتى عندما لا تكون الشمس مشرقة.

### عام 2004
من خلال حكم وزاري في مارس 2004، أزالت الحكومة الإسبانية الحواجز الاقتصادية لربط تقنيات الطاقة المتجددة بشبكة الكهرباء. وازن القرار 436/2004 شروط محطات الطاقة الشمسية الحرارية والفولطية الكهروضوئية على نطاق واسع، كما ضمن تعريفة تغذية مضمونة.

### عام 2008
أضافت إسبانيا رقما قياسيا 2.6 غيغاواط من الطاقة الشمسية الكهروضوئية في عام 2008، وهو رقم يقارب خمسة أضعاف الرقم القياسي للسنة التالية، مما أدى إلى زيادة السعة إلى 3.5 غيغاواط. وتفوقت إسبانيا على كل من اليابان والولايات المتحدة في عام 2008 باعتبارها السوق الثانية وفقًا للقياس بالقدرة الكهروضوئية المركبة المتراكمة خلف الشركة الرائدة عالميًا في ذلك الوقت ألمانيا، والتي تمثل 24٪ من السعة الكهروضوئية العالمية.
ستظل الطاقة الكهروضوئية المضافة خلال عام 2008 تمثل أكثر من نصف إجمالي السعة اعتبارًا من عام 2016. وفي عام 2008، التزمت الحكومة الإسبانية بتحقيق هدف 12٪ من الطاقة الأولية من الطاقة المتجددة بحلول عام 2010، وبحلول عام 2020 توقعت قدرة توليد الطاقة الشمسية المركبة 10 جيجاوات.

### بين عامي 2010-2011
منذ عام 2010، كانت إسبانيا رائدة في العالم في مجال الطاقة الشمسية المركزة (CSP). لقد قفزت إيطاليا على إسبانيا خلال عام 2011 بعد الطفرة الشمسية اللاحقة هناك لتفقد مكانتها كثاني أكبر مُركب للطاقة الشمسية الكهروضوئية في العالم.

### عام 2012
بحلول نهاية عام 2012، تم تركيب 4.5 جيجاواط من الخلايا الكهروضوئية الشمسية، وفي ذلك العام تم إنتاج 8.2 تيراواط ساعة من الكهرباء. تباطأت التركيبات الجديدة للخلايا الكهروضوئية بشكل ملحوظ إلى حوالي 300 ميجاوات خلال عام 2012. بحلول نهاية عام 2012، ركبت إسبانيا أيضًا أكثر من 2000 ميجاوات من الطاقة الشمسية المركزة.

### بين عامي 2014-2016

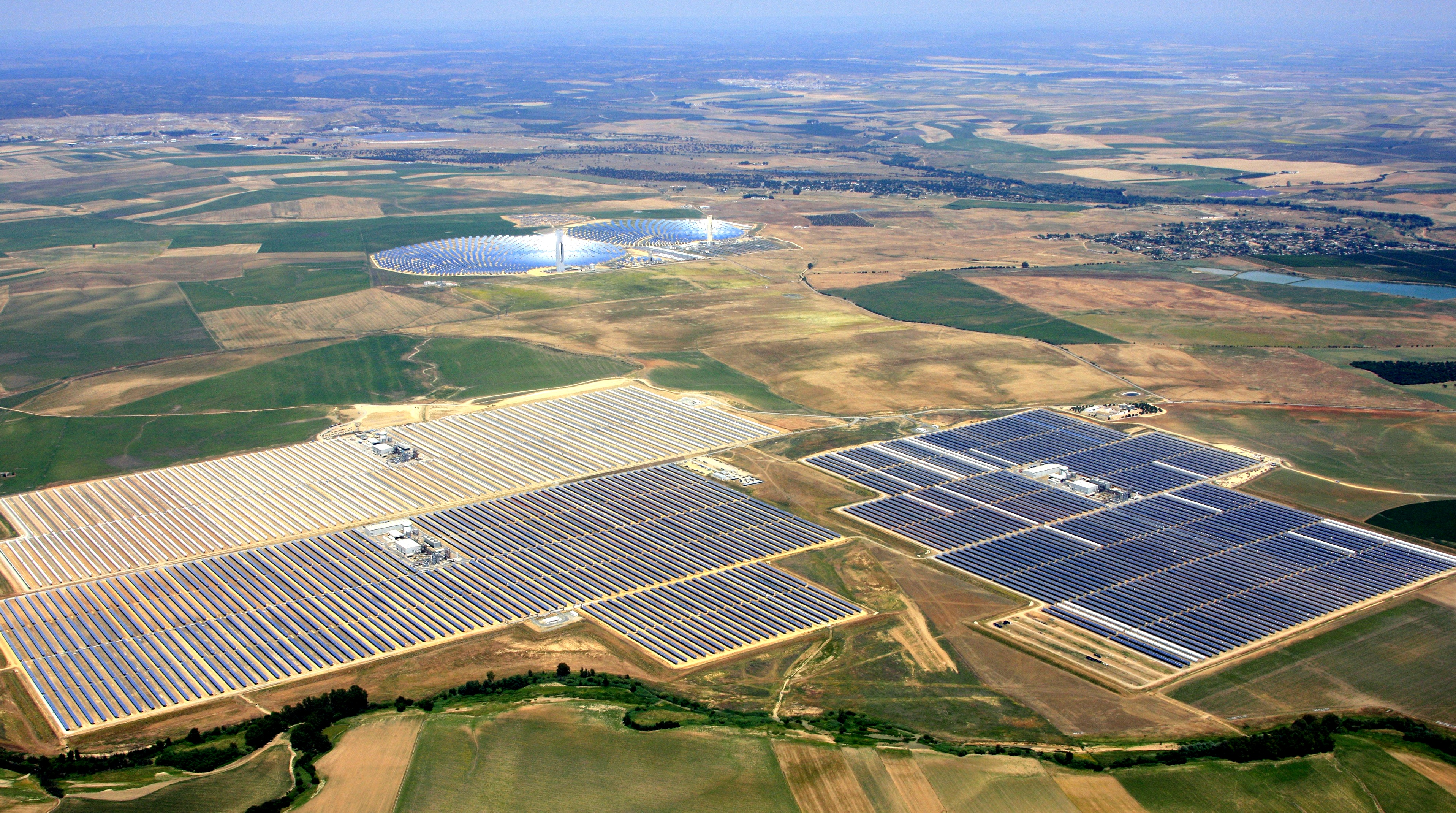
أول ثلاث وحدات من Solnova في المقدمة، مع برجين من محطات الطاقة الشمسية PS10 وPS20 في الخلفية.

لم تتم إضافة أي سعة شمسية جديدة تقريبًا خلال هذه الفترة بعد إلغاء رسوم التغذية الحكومية. بعد أن روجت صناعة الطاقة الشمسية بإعانات حكومية كبيرة خلال الفترات السابقة، يعمل النظام الآن تحت 180 درجة مع تطبيق "ضريبة الشمس" العقابية على الأنظمة الكهروضوئية الجديدة التي كانت ستزدهر لولا ذلك. تم الاستشهاد بإسبانيا كنموذج في كيفية عدم تطوير مصادر الطاقة المتجددة. لم يتحقق النمو المأمول في الاستهلاك الذاتي لتوليد الطاقة الشمسية خلال عام 2016 بسبب التأخير في الإصلاحات بعد الوقت الطويل الذي استغرقه تشكيل الحكومة ، وإن كان مع حزب واحد فقط يعارض الإصلاحات في هذا المجال.

### عام 2017
في مايو 2017، عقدت إسبانيا مزادًا لطاقة متجددة جديدة لتكون متاحة بحلول عام 2020. فازت مشاريع الطاقة الشمسية بـ 1 ميغاواط فقط من أصل 3000 ميغاواط تم منحها. بعد شكاوى من صناعة الطاقة الشمسية شعرت أن شروط المزاد تفضل طاقة الرياح، أقيم مزاد آخر في يوليو. في هذا المزاد، استقبلت مشاريع الطاقة الشمسية 3,909 ميغاواط واستقبلت الرياح 1128 ميغاواط. يمكن أن يؤدي التمويل وحيازة الأراضي وتقلبات أسعار الألواح الشمسية إلى تقليل الكمية الفعلية للطاقة الشمسية المركبة.

### عام 2018
بدأ قطاع جديد من السوق في إحراز تقدم في السوق الإسبانية بعد تخفيف اللوائح المتعلقة بتوليد الاستهلاك الذاتي. تم تركيب 261.7 ميغاواط من الطاقة الشمسية الجديدة ، منها 26 ميغاواط فقط موصولة بالشبكة والباقي 235.7 ميغاواط هي منشآت ذاتية التوليد. ومن المتوقع أن يرتفع هذا إلى 300 إلى 400 ميغاواط سنويًا بعد مزيد من التيسير في مايو 2018. لم تُظهر مزادات الطاقة المتجددة التي عقدت في العام السابق تأثيرًا كبيرًا على السعة المتصلة بالشبكة، ولكن من المتوقع أن تحدث تغييرًا كبيرًا خلال عام 2019. ووفقًا لمصادر الصناعة، فإن 3.9 جيجاوات التي تم طرحها من خلال المزادات الحكومية قد تضاءلت بسبب اتفاقيات شراء الطاقة والتجار الضخمة، ممّا جعل المجموع الكلي قيد الدراسة يصل إلى 29 جيجاوات. إن الطفرة المتجددة في الطاقة الشمسية الكهروضوئية الإسبانية ليست مدفوعة بالدعم أو المناقصات الحكومية ولكن نتيجة لكون الطاقة الشمسية عرضًا فعال التكلفة للغاية لاحتياجات الكهرباء.

## محطات الطاقة الحرارية الشمسية

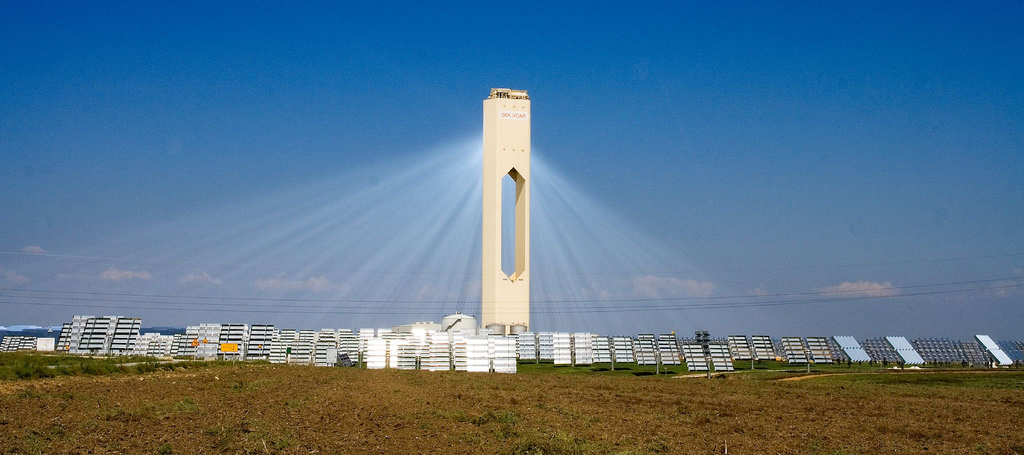
ينتج برج الطاقة الشمسية PS10 سعة 11 ميجاوات الكهرباء من الشمس باستخدام 624 مرآة كبيرة متحركة تسمى الهليوستات.

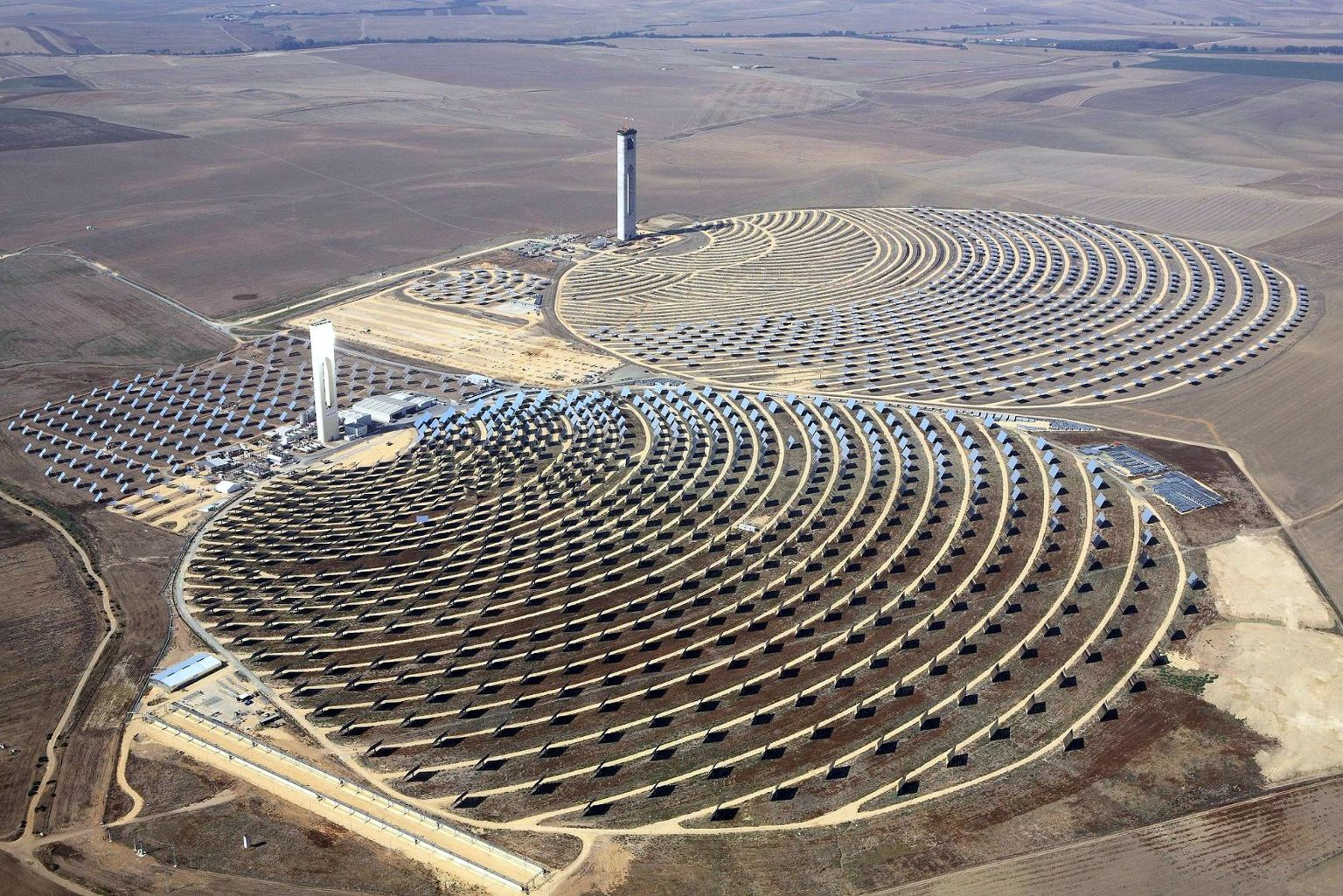
أبراج الطاقة الشمسية من اليسار: PS10 ، PS20.

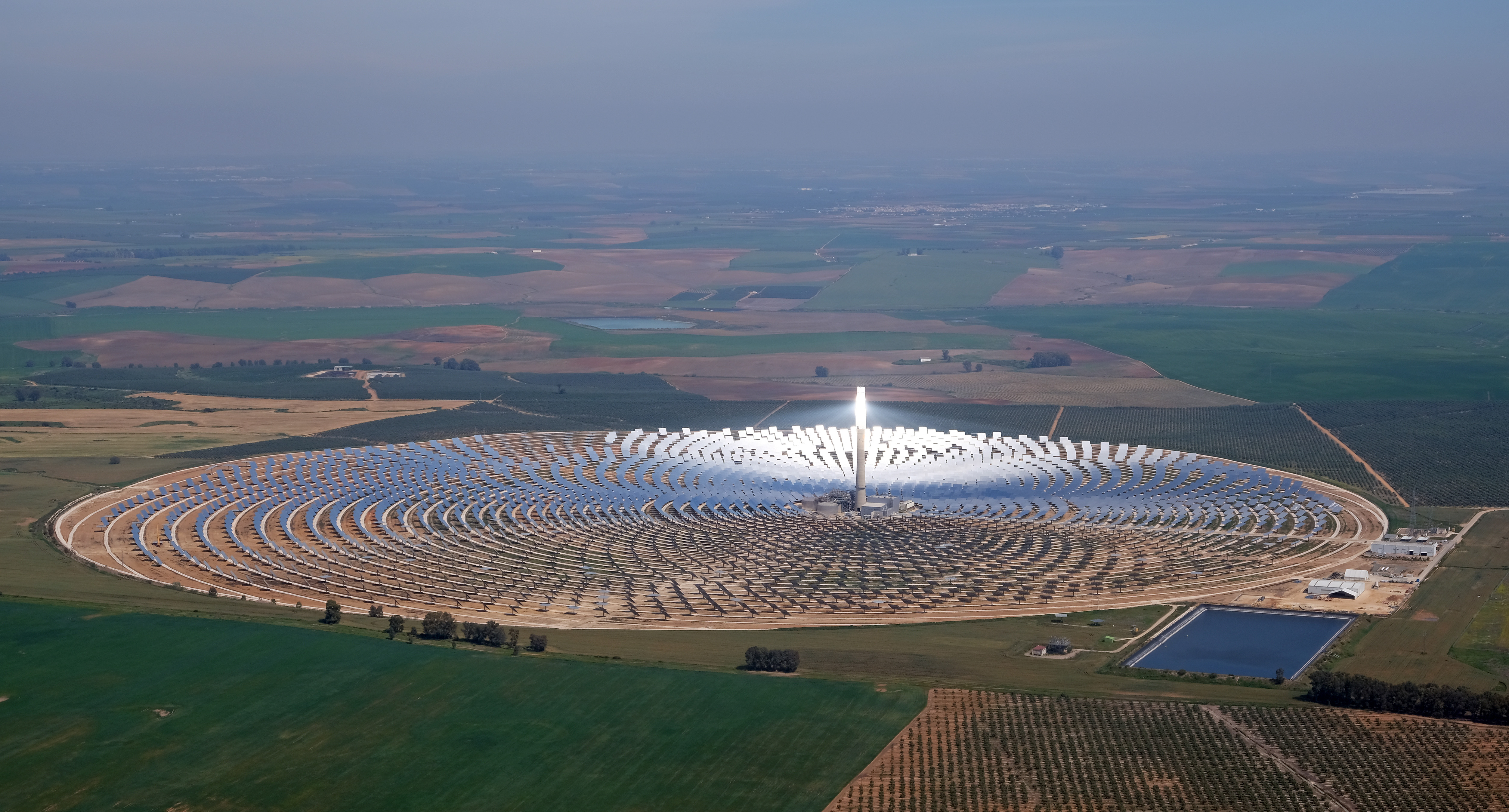
كان مصنع Gemasolar Thermosolar أول محطة طاقة شمسية مركزة توفر طاقة لمدة 24 ساعة.

في مارس 2007، تم افتتاح أول محطة تجارية لبرج الطاقة الشمسية المركزة في أوروبا بالقرب من مدينة إشبيلية الأندلسية المشمسة. محطة 11 ميجاوات، والمعروفة باسم برج الطاقة الشمسية PS10، تنتج الكهرباء مع 624 مروحية كبيرة. تبلغ مساحة كل من هذه المرايا 120 مترًا مربعًا (1،290 قدمًا مربعًا) والتي تركز أشعة الشمس على قمة 115 مترًا (377). قدم) برج مرتفع حيث يوجد جهاز استقبال شمسي وتوربينات بخارية. يعمل التوربين على تشغيل مولد ينتج الكهرباء.
محطة Andasol 1 للطاقة الشمسية هي أول محطة طاقة تجارية في أوروبا ذات حوض مكافئ (50 ميجاوات)، وتقع بالقرب من Guadix في مقاطعة غرناطة، أيضًا في الأندلس (سميت المحطة باسم المنطقة). تم تشغيل محطة الطاقة Andasol 1 في نوفمبر 2008، ولديها نظام تخزين حراري يمتص جزءًا من الحرارة الناتجة في مجال الطاقة الشمسية خلال النهار. يتم بعد ذلك تخزين هذه الحرارة في خليط ملح مصهور واستخدامها لتوليد الكهرباء أثناء الليل أو عندما تكون السماء ملبدة بالغيوم.
تقع محطة برج الطاقة الشمسية فقط بقدرة 15 ميغاواط ، مشروع Solar Tres، في أيدي شركة SENER الإسبانية، التي تستخدم تقنيات الملح المصهور لاستقبال وتخزين الطاقة. سيكون نظام تخزين الملح المصهور لمدة 16 ساعة قادرًا على توفير الطاقة على مدار الساعة. تلقى مشروع Solar Tres منحة قدرها 5 ملايين يورو من البرنامج الإطاري الخامس للمفوضية الأوروبية.
تتوافق محطات الطاقة الحرارية الشمسية المصممة لتوليد الطاقة الشمسية فقط بشكل جيد مع أحمال ذروة الظهيرة في فصل الصيف في المناطق المزدهرة ذات المتطلبات الكبيرة للتبريد، مثل إسبانيا. باستخدام أنظمة تخزين الطاقة الحرارية ، يمكن حتى تمديد فترات التشغيل الحراري الشمسي لتلبية احتياجات الحمل الأساسي.
بدأت أبينجوا سولار التشغيل التجاري لمحطة برج طاقة شمسية بقدرة 20 ميجاوات بالقرب من إشبيلية في أواخر أبريل 2009. يستخدم المصنع، الذي يُطلق عليه اسم PS20، حقلاً من 1,255 مرآة مسطحة، أو هيليوستات، لتركيز ضوء الشمس على جهاز استقبال مركب على برج مركزي.
يتم ضخ المياه إلى أعلى البرج ومن خلال جهاز الاستقبال يغلي في البخار ، والذي يتم توجيهه بعد ذلك عبر التوربينات لإنتاج الكهرباء. تقع المنشأة الجديدة بالقرب من منشأة بنصف سعتها ، تسمى PS10، والتي كانت أول محطة تجارية لبرج الطاقة الشمسية في العالم. وفقًا لـ Abengoa Solar، فإن المنشأة الجديدة تتجاوز إنتاج الطاقة المتوقع.

## الخلايا الكهروضوئية

### تجزئة سوق الطاقة الشمسية الكهروضوئية
| القدرة الكهروضوئية المركبة في إسبانيا حسب حجم الفصل في عام 2017 | القدرة الكهروضوئية المركبة في إسبانيا حسب حجم الفصل في عام 2017 |
| --------------------------------------------------------------- | --------------------------------------------------------------- |
| <10 كيلوواط                                                     | 2٪                                                              |
| 10-100 كيلوواط                                                  | 27٪                                                             |
| 100-500 كيلوواط                                                 | 43٪                                                             |
| > 500 كيلوواط                                                   | 28٪                                                             |

سيطرت الطاقة الشمسية الكهروضوئية على نطاق المرافق على السعة المركبة التراكمية في عام 2018 بما يزيد عن 75٪ من الإجمالي في إسبانيا على الرغم من أن بعض المصادر لم تحدد المنشآت الأصغر حجمًا كمقياس للمرافق. 2٪ فقط من منشآت إسبانيا في عام 2017 كانت بالحجم المعتاد للطاقة الشمسية على الأسطح السكنية. هذا هو الوضع المعتاد في البلدان الأوروبية التي كان لديها تغذية سخية قصيرة الأجل في نظام التعريفة الخاصة بها مع القليل من الاهتمام لاتساق السياسات وحجم المنشآت. اعتبارًا من عام 2018، تم تركيب 19٪ من السعة الكهروضوئية التراكمية في أوروبا على أسطح المباني السكنية ، وحوالي 30٪ على الأسطح التجارية ، بينما استحوذ القطاع الصناعي على 17٪، وسوق المرافق 34٪.

#### الطاقة الشمسية الكهروضوئية السكنية
وفقًا لتقرير نيابة عن المفوضية الأوروبية، كان لدى إسبانيا 49 ميجاوات فقط من الطاقة الشمسية الكهروضوئية السكنية مع 12000 فقط من مستهلكي الطاقة الشمسية الكهروضوئية في البلاد يمثلون 0.1 ٪ فقط من الأسر اعتبارًا من عام 2015. يبلغ متوسط حجم منشآت الطاقة الشمسية الكهروضوئية السكنية في إسبانيا التي تنتقل إلى عام 2030 3.94 كيلوواط. تقدر الإمكانات التقنية للطاقة الشمسية الكهروضوئية السكنية في إسبانيا بحوالي 13620 ميجاوات. المملكة المتحدة، وهي دولة حديثة العهد نسبيًا لتطوير الطاقة الشمسية الكهروضوئية، كان لديها 2499 ميجاوات من الألواح الشمسية الكهروضوئية السكنية التي تم تركيبها اعتبارًا من عام 2015.

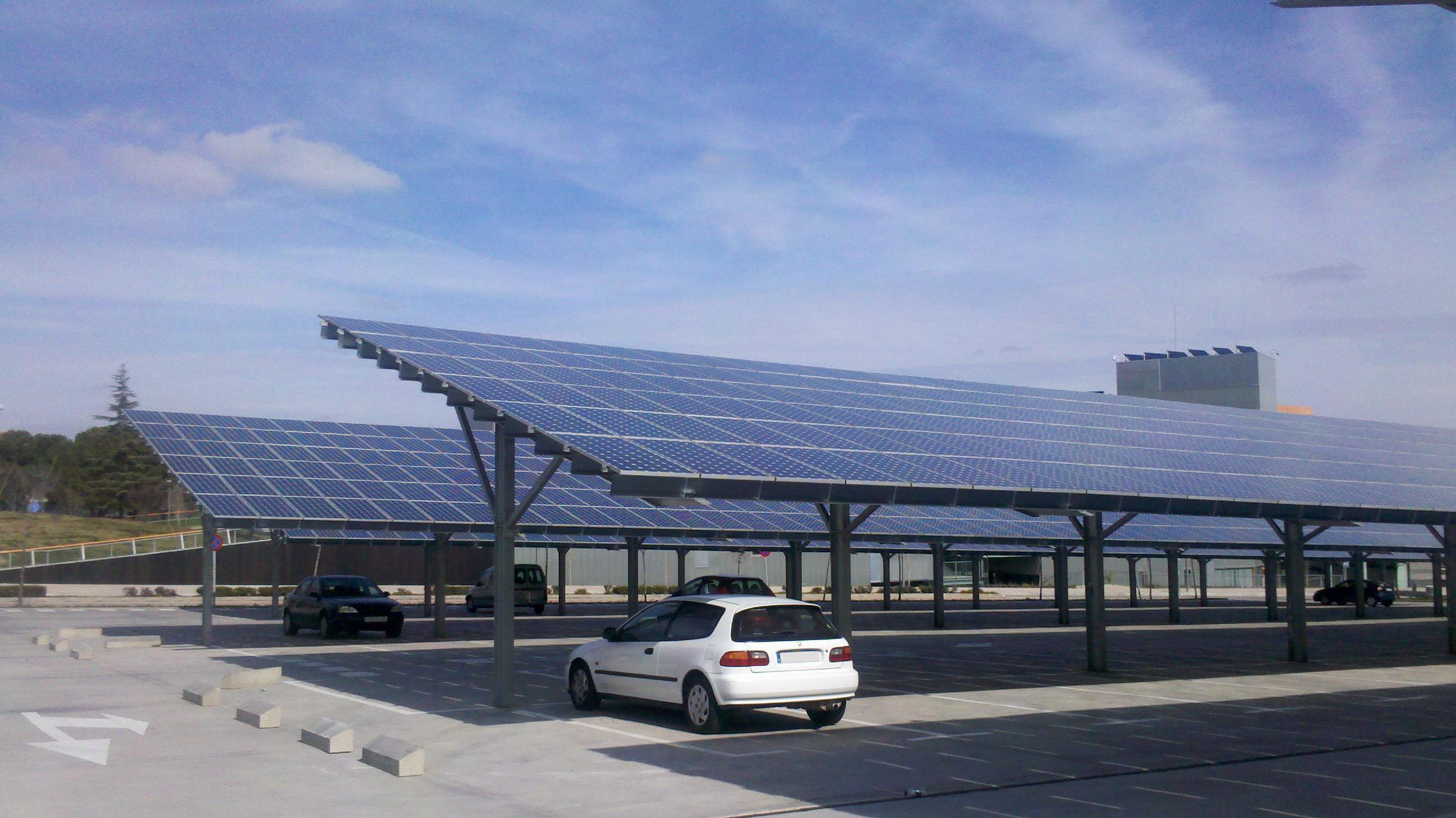
موقف للسيارات الشمسية الكهروضوئية في مدريد
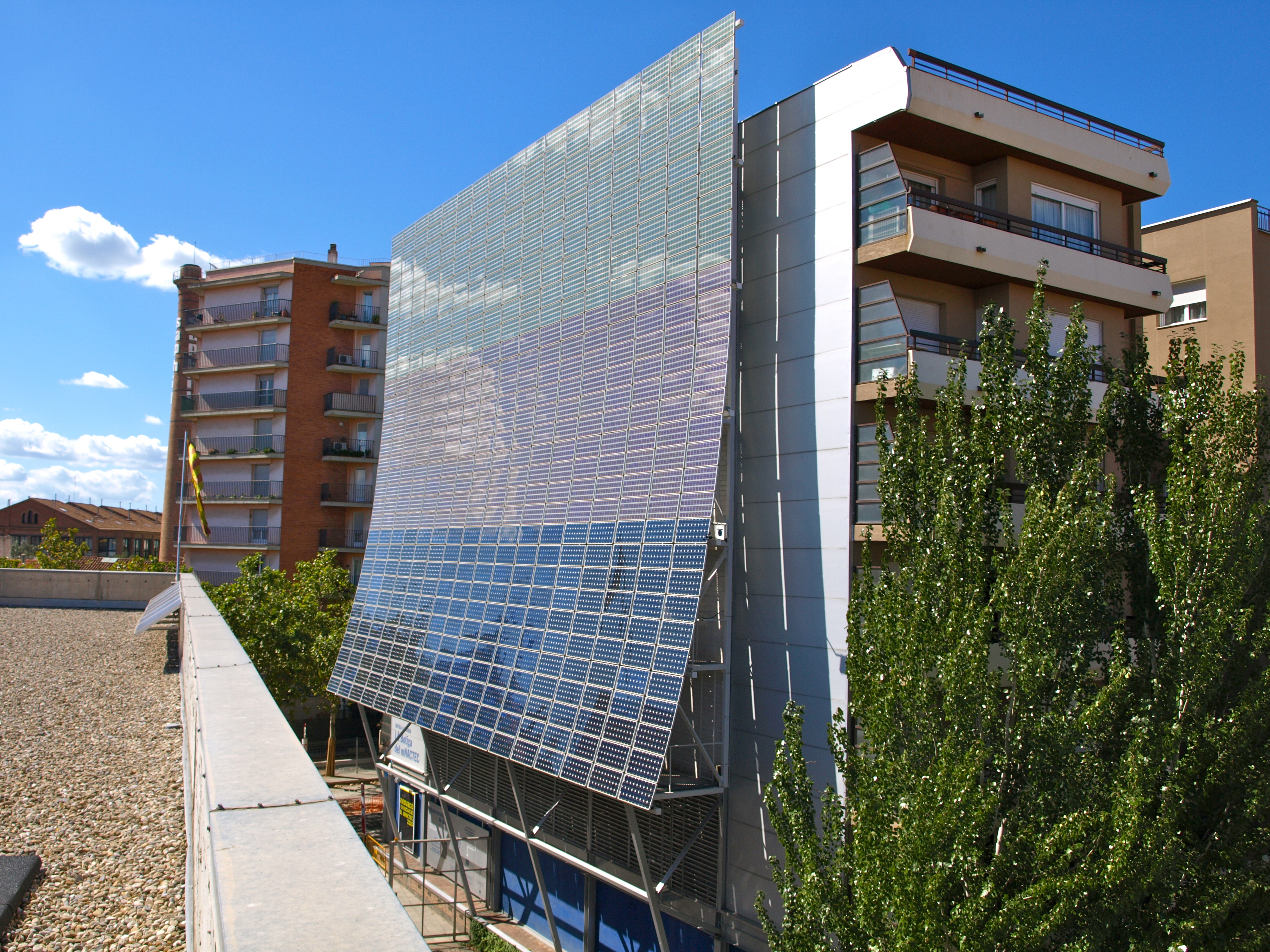
واجهة BIPV في MNACTEC ، بالقرب من برشلونة
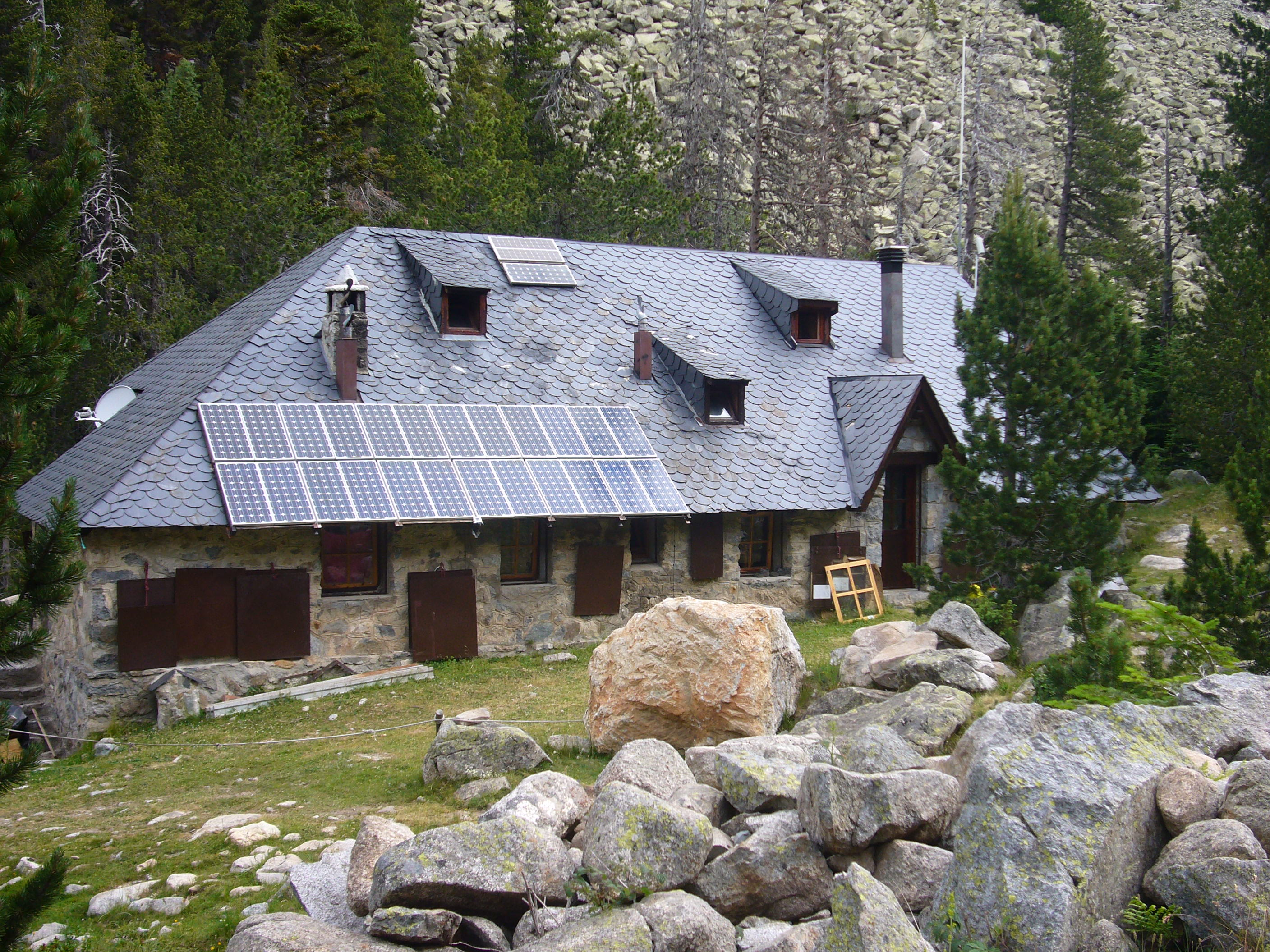
كوخ جبلي معزول بنظام كهروضوئية مستقل في كاتالونيا
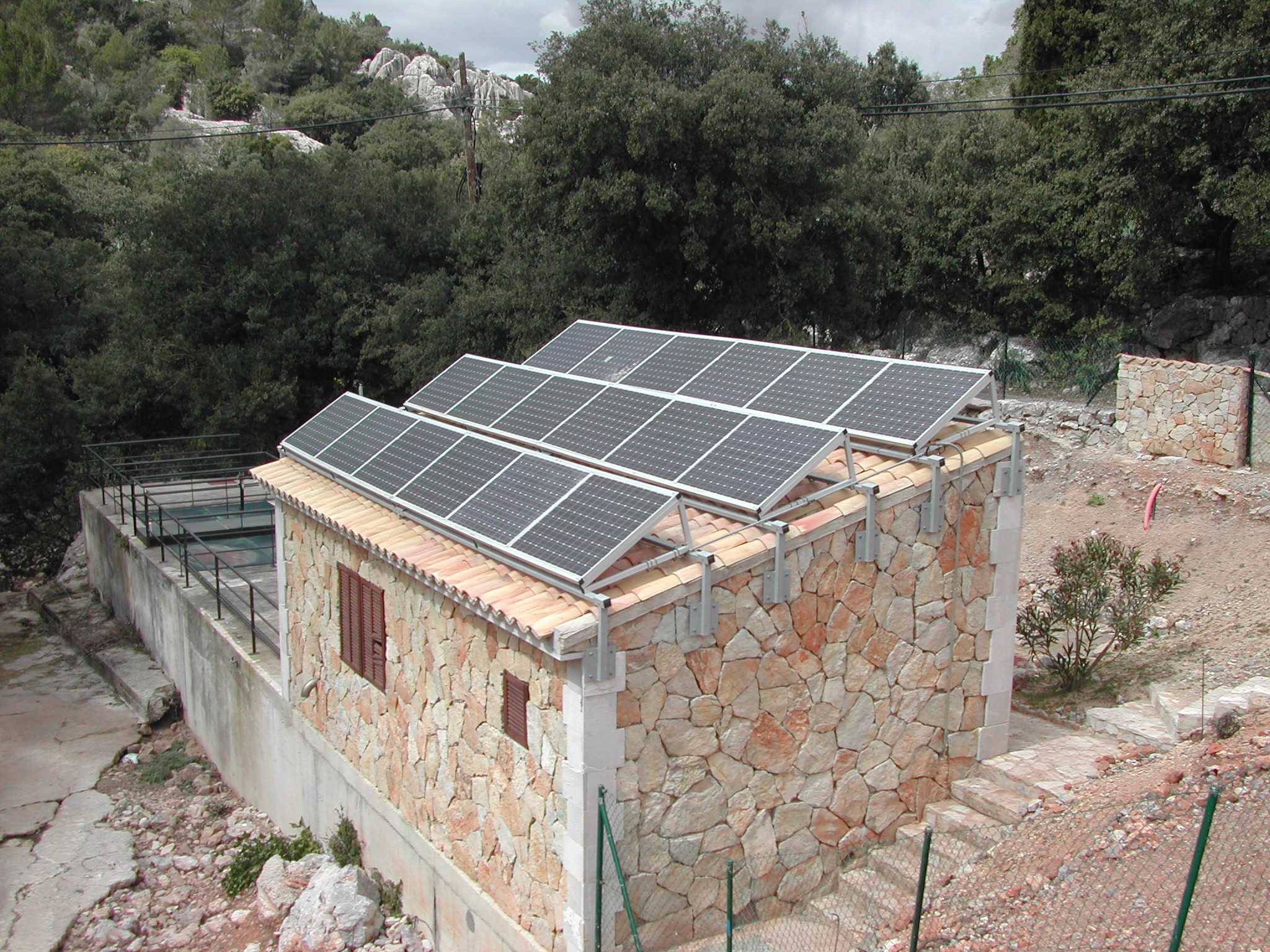
نظام الطاقة الشمسية الكهروضوئية في محطة معالجة مياه الصرف الصحي في سانتواري دي لوك  [لغات أخرى]‏ ( مايوركا )
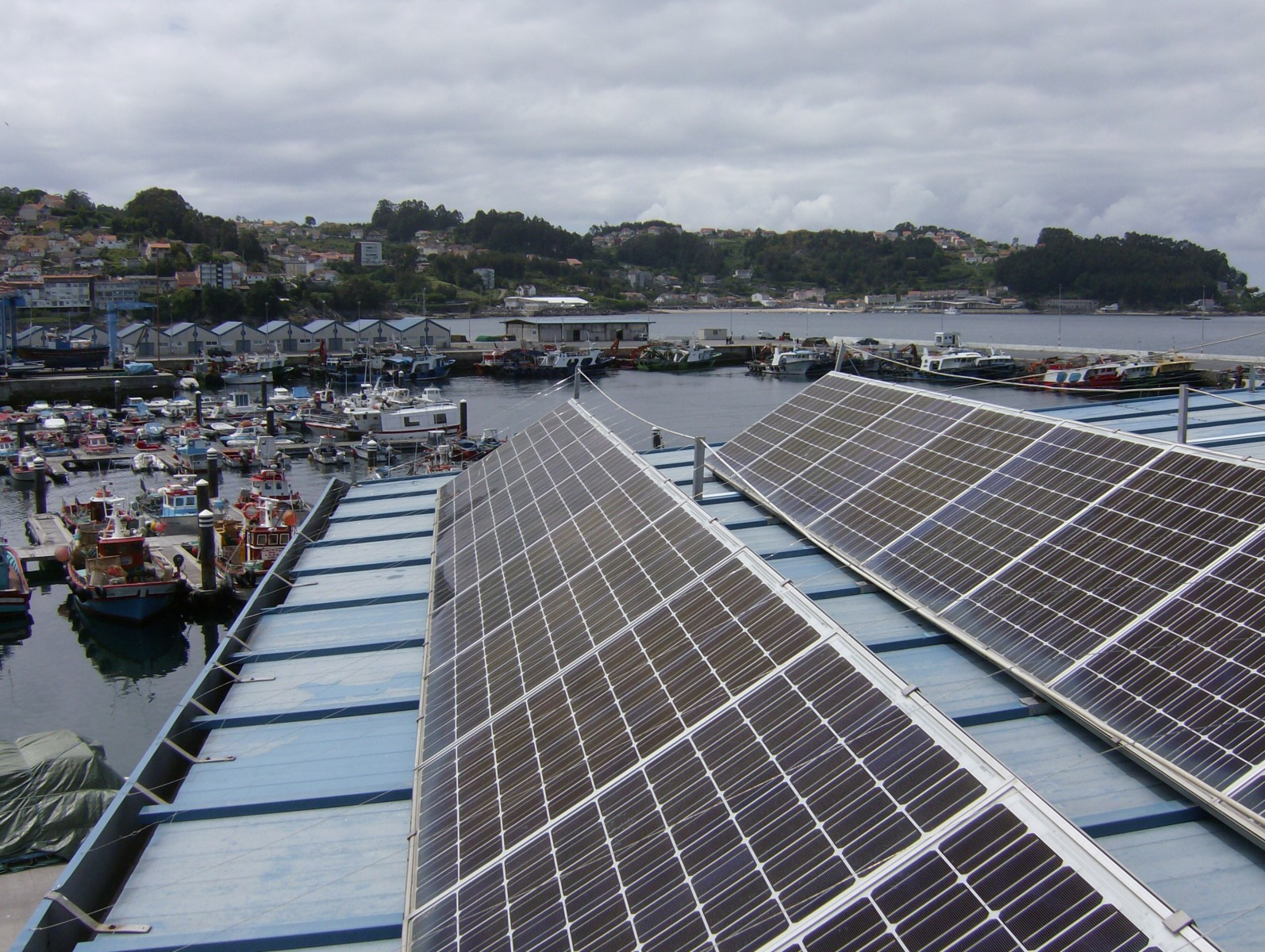
نظام الطاقة الشمسية الكهروضوئية في مستودع ميناء في غاليسيا

| موقع      | منظمة </br> (مرتبط)      | متصل      | الاهلية </br> (ميغاواط) |
| --------- | ------------------------ | --------- | ----------------------- |
| فيغيرولاس | منشأة جنرال موتورز       | 2008      | 11.8                    |
| مارتوريل  | سيات آل سول ، منشأة سيات | 2010-2013 | 11.0                    |
| كاستالا   | حديقة أكتيو للتكنولوجيا  | 2008      | 5.2                     |

في وقت الافتتاح، كان مرفق جنرال موتورز في فيغيرولاس أكبر سقف للطاقة الكهروضوئية في العالم، ويتألف من 85000 لوح خفيف الوزن، مما يقلل من انبعاثات ثاني أكسيد الكربون السنوية بمقدار 6700 طن سنويًا. خططت جنرال موتورز لتركيب الألواح الشمسية في أحد عشر مصنعًا آخر في جميع أنحاء أوروبا.
تعمل الخلايا الكهروضوئية (PV) على تحويل ضوء الشمس إلى كهرباء، وقد تم بناء العديد من محطات الطاقة الكهروضوئية الشمسية في إسبانيا. اعتبارًا من نوفمبر 2010، تشمل أكبر محطات الطاقة الكهروضوئية في إسبانيا حديقة أولميديا الكهروضوئية (60 ميجاوات)، ومتنزه بويرتولانو الكهروضوئي (47.6 ميجاوات)، وبلانتا سولار لا ماجاسكونا ولا ماجاسكويلا (34.5 ميجاوات)، ومحطة أرنيدو للطاقة الشمسية (34 ميجاوات)، وبلانتا سولار دولسينيا (31.8 ميجاوات).
بدأت BP Solar في بناء مصنع جديد لتصنيع الخلايا الشمسية الكهروضوئية في مقرها الأوروبي في تريس كانتوس، مدريد. بالنسبة للمرحلة الأولى من توسعة مدريد، تهدف BP Solar إلى زيادة سعة الخلايا السنوية من 55 ميجاوات إلى حوالي 300 ميجاوات. كان بناء هذا المرفق جاريًا ، ومن المتوقع أن يتم تشغيل أول خط تصنيع بالكامل في عام 2009. ستستخدم خطوط الخلايا الجديدة تقنية طباعة الشاشة المبتكرة. من خلال التشغيل الآلي الكامل لمناولة الويفر، ستكون خطوط التصنيع قادرة على التعامل مع أنحف رقائق متوفرة وضمان أعلى جودة. الرقائق الرقيقة ذات أهمية خاصة حيث كان هناك نقص في السيليكون في السنوات الأخيرة. ومع ذلك، بعد القانون الوطني الجديد الذي يحد من الطاقة المركبة سنويًا، أغلقت شركة BP Solar مصانعها في أبريل 2009.
منذ بداية عام 2007، تقوم شركة Aleo Solar AG أيضًا بتصنيع وحدات شمسية عالية الجودة للسوق الأسباني في مصنعها الخاص في سانتا ماريا دي بالاوتورديرا بالقرب من برشلونة. في عام 2014، استحوذت شركة SITECNO SA على هذه المنشأة

### التوزيع الإقليمي للطاقة الكهروضوئية
| مجتمعات الحكم الذاتي | 2010 | 2011 |
| -------------------- | ---- | ---- |
| الأندلس              | 765  | 822  |
| أراجون               | 142  | 146  |
| أستورياس             | 1    | 1    |
| جزر البليار          | 60   | 66   |
| بلاد الباسك          | 20   | 23   |
| جزر الكناري          | 133  | 138  |
| كانتابريا            | 2    | 2    |
| قشتالة لا مانشا      | 897  | 923  |
| قشتالة وليون         | 410  | 467  |
| كاتالونيا            | 202  | 234  |
| سبتة ومليلية         | 0.1  | 0.1  |
| مجتمع مدريد          | 38   | 48   |
| إكستريمادورا         | 492  | 558  |
| غاليسيا              | 10   | 12   |
| لاريوخا              | 83   | 89   |
| نافارا               | 142  | 155  |
| منطقة مورسيا         | 357  | 404  |
| مجتمع بلنسية         | 277  | 313  |
| المصدر: EPIA         |      |      |

## السياسات والقوانين والحوافز

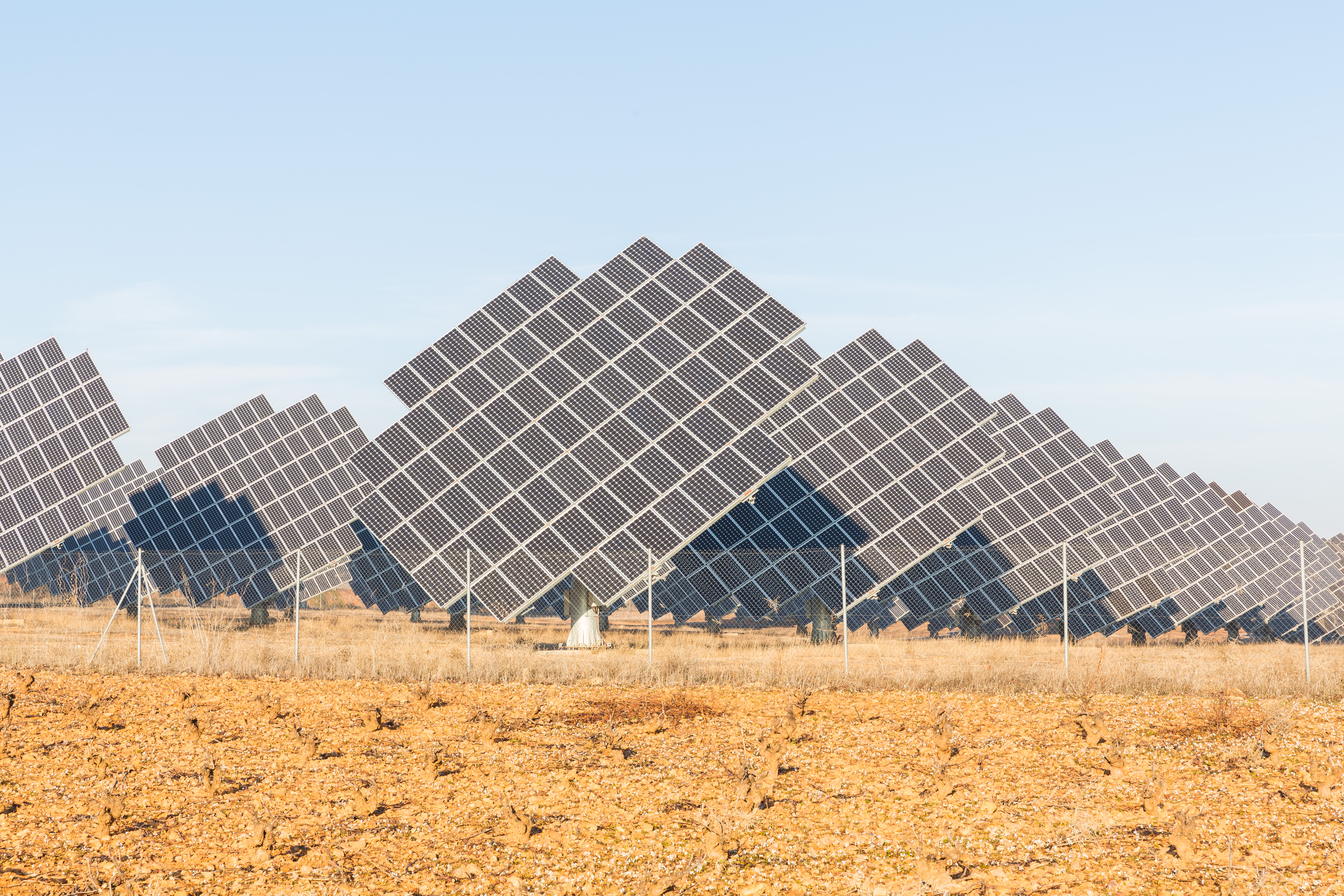
الألواح الشمسية في كارينينا، أراغون

### كود البناء الفني الجديد
في عام 2006، نفذت إسبانيا إجراء تنظيميًا للولاية القضائية الوطنية الصادر بموجب المرسوم الملكي 314/2006 المشار إليه باسم قانون البناء الفني (TBC أو CTE بالإسبانية) من أجل تنظيم متطلبات الجودة الأساسية للمباني والمنشآت الخاصة بها فيما يتعلق بالحرارة و الطاقة الشمسية الكهروضوئية. تنطبق على الإنشاءات الجديدة بالإضافة إلى أي تعديلات يتم إجراؤها على أي مبنى قائم بهدف نهائي هو ضمان وتعزيز استخدام مصادر الطاقة المتجددة.
فيما يتعلق بالطاقة الحرارية الشمسية، كانت إسبانيا أول دولة في أوروبا تفرض تكامل الأنظمة الحرارية الشمسية في المباني الجديدة المشيدة أو المعاد تأثيثها من أجل تغطية 30 إلى 70٪ من الطلب على المياه الساخنة المحلية (DHW). تنص المادة 15.4 من TBC على أن "المباني ذات الطلب المتوقع على الماء الساخن أو تكييف حمام سباحة مغطى، يجب تغطية جزء من احتياجات الطاقة الحرارية من خلال أنظمة تجميع وتخزين واستخدام الطاقة الشمسية ذات درجة الحرارة المنخفضة [. . . ]".
فيما يتعلق بالطاقة الكهروضوئية، تتطلب المادة 15.5 دمج "أنظمة لجمع وتحويل الطاقة الشمسية إلى طاقة كهربائية عن طريق العمليات الكهروضوئية للاستخدام أو الإمداد بالشبكة". أدت هذه السياسة إلى إنتاج هذا النوع من الطاقة المتجددة مما وضع إسبانيا على رأس أكبر منتجي الكهرباء الكهروضوئية في العالم بحلول عام 2009.

### تخفيضات الدعم
في أعقاب الأزمة المالية لعام 2008، خفضت الحكومة الإسبانية بشكل كبير دعمها للطاقة الشمسية ووقفت الزيادات المستقبلية في السعة عند 500 ميغاواط في السنة، مع تأثيرات على الصناعة في جميع أنحاء العالم.
"لقد تم تقويض صناعة الطاقة الشمسية في عام 2009 بسبب [أ] انهيار الطلب بسبب قرار إسبانيا"، وفقًا لهينينج ويتشت، محلل الطاقة الشمسية. في عام 2010، ذهبت الحكومة الإسبانية إلى أبعد من ذلك، حيث خفضت بأثر رجعي الدعم لمشاريع الطاقة الشمسية القائمة، بهدف توفير عدة مليارات من اليورو المستحقة عليها.
وفقًا لجمعية الصناعة الكهروضوئية، قد يواجه عدة مئات من مشغلي محطات الطاقة الكهروضوئية الإفلاس. قال فيل دوميني من إرنست آند يونج، وهو يقارن تخفيضات التعريفة الجمركية في ألمانيا وإيطاليا؛ "تبرز إسبانيا كمثال على كيفية عدم القيام بذلك". نتيجة لذلك، أعلنت جمعية إسبانية لمنتجي الطاقة الشمسية عن نيتها اللجوء إلى المحكمة بشأن خطط الحكومة للحد من دعم الطاقة الشمسية. في عام 2014، قدمت مجموعة الطاقة البديلة NextEra شكوى ضد إسبانيا في المركز الدولي لتسوية منازعات الاستثمار.

## البحث والتطوير
يعد Plataforma Solar de Almería (PSA) ، وهو جزء من مركز الطاقة والبيئة والبحوث التكنولوجية (CIEMAT) مركزًا للبحث والتطوير واختبار تقنيات الطاقة الشمسية المركزة. ISFOC  في Puertollano هو معهد تطوير للخلايا الكهروضوئية المركزة (CPV) الذي يقيم تقنيات CPV على نطاق الإنتاج التجريبي لتحسين التشغيل وتحديد التكلفة. جامعة مدريد التقنية لديها مجموعة بحثية الكهروضوئية.
Solar Concentra هي منصة التكنولوجيا الإسبانية للطاقة الشمسية المركزة (CSP). تم إنشاؤه في عام 2010، وهو يجمع بين جهود الوكلاء المختلفين لقطاع الطاقة الشمسية المركزة في إسبانيا.

## أنظر أيضا
- نمو الخلايا الكهروضوئية
- قائمة مواضيع الطاقة المتجددة حسب الدولة
- مقياس الانترنت
- الطاقة المتجددة في اسبانيا
- الطاقة الشمسية في الاتحاد الأوروبي